# Liste des genres de plésiosaures
Cette liste de Plésiosaures est une liste complète des différents genres de plésiosauriens classés dans l'ordre des Plesiosauria, en excluant les termes vernaculaires. Cette liste inclut tous les genres reconnus et acceptés, mais aussi les genres aujourd'hui considérés comme invalides, douteux (nomen dubium), ou qui ne sont pas formellement publiés (nomen nudum), ainsi que les « synonyme junior ». En 2024, cette liste présente donc 170 genres dont 133 genres valides et aussi 16 synonymes de genres.

## Portée et terminologie
Il n'existe pas de liste officielle des genres de plésiosaures mais parmi ces tentatives se trouve celle de la section Plesiosauria de la Phylogeny Archive de Mikko Haaramo; de même que la section sur le genre Plésiosaure dans le Plesiosaur Directory d'Adam Stuart Smith ou la liste des espèces valides selon Plesiosauria.com.

## Rappel phylogénétique
Selon l'analyse de 2010 par Hilary F. Ketchum et Roger B. J. Benson, l'ordre des Plesiosauria se décompose en un groupe de plésiosaures basaux dont la famille des Rhomaleosauridae et d'un clade nodal nommé Neoplesiosauria, comprenant les deux super-familles Pliosauroidea et Plesiosauroidea. La super-famille des Pliosauroidea comprend la famille historique des Pliosauridae avec en particulier le genre Pliosaurus avec ces treize espèces en 2024. Comme repris dans la palette de fin d'article, la super-famille des Plesiosauroidea comprend les six familles actuelles Cryptoclididae, Elasmosauridae, Leptocleididae, Microcleididae, Plesiosauridae et Polycotylidae,,.

## Liste des genres
| Genre              | Statut                   | Auteur(s)                                               | Année | Période                                   | Famille ou taxon sup.               | Image |
| ------------------ | ------------------------ | ------------------------------------------------------- | ----- | ----------------------------------------- | ----------------------------------- | ----- |
| Abyssosaurus       | Valide                   | Berezin (d)                                             | 2011  | Crétacé inférieur                         | Cryptoclididae                      |       |
| Acostasaurus       | Valide                   | Gomez-Perez (d) & Noe (d)                               | 2017  | Crétacé inférieur                         | Pliosauridae                        |       |
| Albertonectes      | Valide                   | Kubo (d) et al.                                         | 2012  | Crétacé supérieur                         | Elasmosaurinae                      |       |
| Alexandronectes    | Valide                   | Otero (d) et al.                                        | 2016  | Crétacé supérieur                         | Aristonectinae                      |       |
| Alexeyisaurus      | Valide                   | Sennikov (d) & Arkhangelsky (d)                         | 2010  | Trias supérieur                           | Elasmosauridae                      | Ø     |
| Alzadasaurus       | Non représenté           | Welles                                                  | 1943  | Crétacé supérieur                         | Alzadasaurinae                      | Ø     |
| Anguanax           | Valide                   | Cau (d) & Fanti (d)                                     | 2016  | Jurassique                                | Pliosauridae                        |       |
| Anningasaura       | Valide                   | Vincent (d) & Benson (d)                                | 2012  | Jurassique inférieur                      | Rhomaleosauridae                    |       |
| Aphrosaurus        | Valide                   | Welles                                                  | 1943  | Crétacé supérieur                         | Weddellonectia (Elasmosauridae)     |       |
| Aptychodon         | Non représenté           | Reuss (d)                                               | 1855  | Crétacé supérieur                         | Ø - Plesiosauria                    |       |
| Archaeonectrus     | Valide                   | Novozhilov (d)                                          | 1964  | Trias supérieur & Jurassique inférieur    | Rhomaleosauridae                    |       |
| Aristonectes       | Valide                   | Cabrera                                                 | 1941  | Crétacé supérieur                         | Aristonectinae                      |       |
| Arminisaurus       | Valide                   | Sachs (d) & Kear (d)                                    | 2017  | Jurassique inférieur                      | Pliosauridae                        |       |
| Attenborosaurus    | Valide                   | Bakker                                                  | 1993  | Jurassique inférieur                      | Pliosauridae                        |       |
| Atychodracon       | Valide                   | Smith (d)                                               | 2015  | Trias supérieur & Jurassique inférieur    | Rhomaleosauridae                    |       |
| Avalonnectes       | Valide                   | Benson (d), Evans (d) & Druckenmiller (d)               | 2012  | Jurassique inférieur                      | Rhomaleosauridae                    |       |
| Bathyspondylus     | Valide                   | Delair (d)                                              | 1982  | Jurassique supérieur                      | Ø - Plesiosauria                    |       |
| Bishanopliosaurus  | Valide                   | Dong                                                    | 1980  | Jurassique                                | Rhomaleosauridae                    |       |
| Borealonectes      | Valide                   | Sato (d) & Wu (d)                                       | 2008  | Jurassique moyen                          | Rhomaleosauridae                    | Ø     |
| Brachauchenius     | Valide                   | Williston                                               | 1903  | Crétacé                                   | Brachaucheninae                     |       |
| Brancasaurus       | Valide                   | Wegner (d)                                              | 1914  | Crétacé inférieur                         | Leptocleididae                      |       |
| Callawayasaurus    | Valide                   | Carpenter                                               | 1999  | Crétacé inférieur                         | Elasmosauridae                      |       |
| Cardiocorax        | Valide                   | Araújo et al.                                           | 2015  | Crétacé supérieur                         | Elasmosauridae                      |       |
| Ceraunosaurus      | Non représenté           | Thurmond (d)                                            | 1968  | Crétacé supérieur                         | Polycotylidae                       |       |
| Chubutinectes      | Valide                   | O'Gorman (d) et al.                                     | 2023  | Crétacé supérieur                         | Elasmosauridae                      | Ø     |
| Cimoliasaurus      | Valide                   | Leidy                                                   | 1851  | Jurassique supérieur au Crétacé           | Elasmosauridae                      |       |
| Colymbosaurus      | Valide                   | Seeley                                                  | 1874  | Jurassique moyen au Crétacé inférieur     | Cryptoclididae                      |       |
| Cryonectes         | Valide                   | Vincent (d), Bardet (d) & Mattioli (d)                  | 2013  | Jurassique inférieur                      | Pliosauridae                        |       |
| Cryptoclidus       | Valide                   | Seeley                                                  | 1892  | Jurassique moyen au Jurassique supérieur  | Cryptoclididae                      |       |
| Discosaurus        | Non représenté           | Leidy                                                   | 1851  | Crétacé supérieur                         | Brachaucheninae                     |       |
| Djupedalia         | Valide                   | Knutsen (d), Druckenmiller (d) & Hurum (d)              | 2012  | Jurassique supérieur                      | Cryptoclididae                      |       |
| Dolichorhynchops   | Valide                   | Williston                                               | 1902  | Crétacé supérieur                         | Dolichorhynchia (Polycotylinae)     |       |
| Eardasaurus        | Valide                   | Ketchum (d) & Benson (d)                                | 2022  | Jurassique moyen                          | Thalassophonea (Pliosauridae)       |       |
| Edgarosaurus       | Valide                   | Druckenmiller (d)                                       | 2002  | Crétacé                                   | Polycotylidae                       |       |
| Eiectus            | Valide                   | Noè (d) & Gómez-Pérez (d)                               | 2021  | Crétacé inférieur                         | Pliosauridae                        |       |
| Elasmosaurus       | Valide                   | Cope                                                    | 1868  | Crétacé supérieur                         | Elasmosaurinae                      |       |
| Embaphias          | Douteux & Non représenté | Cope                                                    | 1894  | Crétacé supérieur                         | Ø - Plesiosauria                    | Ø     |
| Eoplesiosaurus     | Valide                   | Benson (d), Evans (d) & Druckenmiller (d)               | 2012  | Jurassique inférieur                      | Ø - Plesiosauria                    |       |
| Eopolycotylus      | Valide                   | Albright (d), Gillette (d) & Titus (d)                  | 2007  | Crétacé supérieur                         | Polycotylinae                       |       |
| Eretmosaurus       | Valide                   | Seeley                                                  | 1874  | Jurassique inférieur                      | Ø - Plesiosauria                    |       |
| Eromangasaurus     | Valide                   | Kear (d)                                                | 2005  | Crétacé inférieur                         | Elasmosauridae                      |       |
| Eurycleidus        | Valide                   | Andrews                                                 | 1922  | Jurassique inférieur                      | Rhomaleosauridae                    |       |
| Fluvionectes       | Valide                   | Campbell (d) et al.                                     | 2021  | Crétacé supérieur                         | Elasmosauridae                      |       |
| Franconiasaurus    | Valide                   | Sachs (d) et al.                                        | 2024  | Jurassique inférieur                      | Ø - Plesiosauroidea                 |       |
| Fresnosaurus       | Valide                   | Welles                                                  | 1943  | Crétacé supérieur                         | Elasmosauridae                      |       |
| Futabasaurus       | Valide                   | Sato (d), Hasegawa (d) & Manabe (d)                     | 2006  | Crétacé supérieur                         | Weddellonectia (Elasmosauridae)     |       |
| Gallardosaurus     | Valide                   | Gasparini                                               | 2009  | Jurassique supérieur                      | Thalassophonea (Pliosauridae)       |       |
| Georgiasaurus      | Valide                   | Ochev (d)                                               | 1977  | Crétacé supérieur                         | Polycotylinae                       |       |
| Goniosaurus        | Valide                   | von Meyer                                               | 1860  | Jurassique supérieur                      | Elasmosauridae                      | Ø     |
| Gronausaurus       | Valide                   | Hampe (d)                                               | 2013  | Crétacé inférieur                         | Elasmosauridae                      |       |
| Hastanectes        | Valide                   | Benson (d) et al.                                       | 2013  | Crétacé inférieur                         | Leptocleididae                      |       |
| Hauffiosaurus      | Valide                   | O'Keefe (d)                                             | 2001  | Jurassique inférieur                      | Pliosauridae                        |       |
| Hexatarsostinus    | Non représenté           | Hawkins (d)                                             | 1840  | Ø                                         | Ø - Plesiosauria                    |       |
| Hydrorion          | Douteux & Non representé | Grossmann (d)                                           | 2007  | Jurassique inférieur                      | Plesiosauridae                      |       |
| Hydrotherosaurus   | Valide                   | Welles                                                  | 1943  | Crétacé supérieur                         | Elasmosaurinae                      |       |
| Jucha              | Valide                   | Fischer (d) et al.                                      | 2020  | Crétacé inférieur                         | Elasmosauridae                      |       |
| Kaiwhekea          | Valide                   | Cruickshank (d) & Fordyce (d)                           | 2002  | Crétacé supérieur                         | Weddellonectia (Elasmosauridae)     |       |
| Kawanectes         | Valide                   | O'Gorman (d)                                            | 2016  | Crétacé supérieur                         | Weddellonectia (Elasmosauridae)     |       |
| Kimmerosaurus      | Valide                   | Brown (d)                                               | 1981  | Jurassique supérieur                      | Cryptoclididae                      |       |
| Kronosaurus        | Valide                   | Longman (d)                                             | 1924  | Crétacé inférieur                         | Brachaucheninae                     |       |
| Lagenanectes       | Valide                   | Sachs (d) et al.                                        | 2017  | Crétacé inférieur                         | Elasmosauridae                      |       |
| Leivanectes        | Valide                   | Páramo-Fonseca (d) et al.                               | 2019  | Crétacé inférieur                         | Elasmosauridae                      | Ø     |
| Leptocleidus       | Valide                   | Andrews                                                 | 1922  | Crétacé inférieur                         | Leptocleididae                      |       |
| Leurospondylus     | Valide                   | Brown                                                   | 1913  | Crétacé supérieur                         | Elasmosauridae                      |       |
| Libonectes         | Valide                   | Carpenter                                               | 1997  | Crétacé supérieur                         | Euelasmosaurida (Elasmosauridae)    |       |
| Lindwurmia         | Valide                   | Vincent (d) & Storrs (d)                                | 2019  | Jurassique inférieur                      | Ø - Plesiosauria                    |       |
| Liopleurodon       | Valide                   | Sauvage                                                 | 1873  | Jurassique supérieur                      | Thalassophonea (Pliosauridae)       |       |
| Lorrainosaurus     | Valide                   | Sachs (d) et al.                                        | 2023  | Jurassique moyen                          | Thalassophonea (Pliosauridae)       |       |
| Luetkesaurus       | Douteux & Non représenté | Kiprijanoff (d)                                         | 1883  | Crétacé supérieur                         | Ø - Plesiosauria                    | Ø     |
| Luskhan            | Valide                   | Fischer (d) et al.                                      | 2017  | Crétacé inférieur                         | Brachaucheninae                     |       |
| Lusonectes         | Valide                   | Smith (d), Araújo (d) & Mateus                          | 2012  | Jurassique inférieur                      | Plesiosauridae                      |       |
| Macroplata         | Valide                   | Swinton                                                 | 1930  | Jurassique inférieur                      | Rhomaleosauridae                    |       |
| Makhaira           | Valide                   | Fischer (d) et al.                                      | 2015  | Crétacé inférieur                         | Thalassophonea (Pliosauridae)       |       |
| Manemergus         | Valide                   | Buchy (d), Métayer (d) & Frey (d)                       | 2005  | Crétacé supérieur                         | Polycotylidae                       |       |
| Marambionectes     | Valide                   | O’Gorman (d) et al.                                     | 2024  | Crétacé supérieur                         | Weddellonectia (Elasmosauridae)     |       |
| Maresaurus         | Valide                   | Gasparini                                               | 1997  | Jurassique moyen                          | Rhomaleosauridae                    | Ø     |
| Marmornectes       | Valide                   | Ketchum (d) & Benson (d)                                | 2011  | Jurassique moyen                          | Pliosauridae                        | Ø     |
| Martinectes        | Valide                   | Clark (d), O'Keefe (d) & Slack (d)                      | 2024  | Crétacé supérieur                         | Dolichorhynchia (Polycotylinae)     |       |
| Mauisaurus         | Douteux                  | Hector                                                  | 1874  | Crétacé supérieur                         | Aristonectinae                      |       |
| Mauriciosaurus     | Valide                   | Frey (d) et al.                                         | 2017  | Crétacé supérieur                         | Polycotylidae                       |       |
| Megacephalosaurus  | Valide                   | Schumacher (d), Carpenter & Everhart (d)                | 2013  | Crétacé supérieur                         | Brachaucheninae                     |       |
| Megalneusaurus     | Valide                   | Knight                                                  | 1898  | Jurassique supérieur                      | Pliosauridae                        |       |
| Meyerasaurus       | Valide                   | Smith (d) & Vincent (d)                                 | 2010  | Jurassique inférieur                      | Rhomaleosauridae                    |       |
| Microcleidus       | Valide                   | Watson                                                  | 1909  | Jurassique inférieur                      | Microcleididae                      |       |
| Monquirasaurus     | Valide                   | Noè (d) & Gómez-Pérez (d)                               | 2021  | Crétacé inférieur                         | Pliosauridae                        |       |
| Morenosaurus       | Valide                   | Welles                                                  | 1943  | Crétacé supérieur                         | Weddellonectia (Elasmosauridae)     |       |
| Morturneria        | Valide                   | Chatterjee & Creisler (d)                               | 1994  | Crétacé supérieur                         | Aristonectinae                      |       |
| Muraenosaurus      | Valide                   | Seeley                                                  | 1874  | Jurassique moyen                          | Cryptoclididae                      |       |
| Nakonanectes       | Valide                   | Serratos (d), Druckenmiller (d) & Benson (d)            | 2017  | Crétacé supérieur                         | Elasmosaurinae                      |       |
| Nichollssaura      | Valide                   | Druckenmiller (d) & Russell (d)                         | 2009  | Crétacé inférieur                         | Leptocleididae                      |       |
| Ogmodirus          | Non representé           | Williston & Moodie (d)                                  | 1913  | Crétacé supérieur                         | Alzadasaurinae                      |       |
| Oligosimus         | Douteux & Non représenté | Leidy                                                   | 1872  | Ø                                         | Ø - Plesiosauria                    | Ø     |
| Opallionectes      | Valide                   | Kear (d)                                                | 2006  | Crétacé inférieur                         | Ø - Plesiosauroidea                 |       |
| Ophthalmothule     | Valide                   | Roberts (d) et al.                                      | 2020  | Jurassique supérieur au Crétacé inférieur | Cryptoclididae                      |       |
| Orophosaurus       | Non représenté           | Cope                                                    | 1851  | Crétacé supérieur                         | Ø - Plesiosauria                    | Ø     |
| Pachycostasaurus   | Valide                   | Cruickshank (d) et al.                                  | 1996  | Jurassique moyen                          | Pliosauridae                        |       |
| Pahasapasaurus     | Valide                   | Schumacher (d)                                          | 2007  | Crétacé supérieur                         | Polycotylidae                       |       |
| Palmulasaurus      | Valide                   | Albright (d) et al.                                     | 2007  | Crétacé supérieur                         | Polycotylidae                       |       |
| Pantosaurus        | Valide                   | Marsh                                                   | 1893  | Jurassique supérieur                      | Cryptoclididae                      |       |
| Peloneustes        | Valide                   | Lydekker                                                | 1889  | Jurassique moyen                          | Thalassophonea (Pliosauridae)       |       |
| Picrocleidus       | Valide                   | Andrews                                                 | 1909  | Jurassique moyen                          | Cryptoclididae                      |       |
| Piptomerus         | Douteux & Non représenté | Cope                                                    | 1887  | Ø                                         | Ø - Plesiosauria                    | Ø     |
| Piratosaurus       | Douteux & Non représenté | Leidy                                                   | 1865  | Crétacé supérieur                         | Ø - Plesiosauria                    |       |
| Plesioelasmosaurus | Valide                   | Schumacher (d) & Everhart (d)                           | 2022  | Crétacé supérieur                         | Elasmosauridae                      |       |
| Plesiopharos       | Valide                   | Puértolas-Pascual (d) et al.                            | 2021  | Jurassique inférieur                      | Ø - Plesiosauroidea                 |       |
| Plesiopleurodon    | Valide                   | Carpenter                                               | 1996  | Crétacé supérieur                         | Polycotylidae                       |       |
| Plesiopterys       | Valide                   | O'Keefe (d)                                             | 2004  | Jurassique inférieur                      | Ø - Plesiosauroidea                 |       |
| Plesiosaurus       | Valide                   | De la Beche & Conybeare                                 | 1821  | Trias supérieur au Crétacé supérieur      | Plesiosauridae                      |       |
| Pliosaurus         | Valide                   | Owen                                                    | 1841  | Jurassique moyen au Crétacé supérieur     | Thalassophonea (Pliosauridae)       |       |
| Polycotylus        | Valide                   | Cope                                                    | 1869  | Jurassique supérieur au Crétacé supérieur | Polycotylinae                       |       |
| Polyptychodon      | Douteux                  | Owen                                                    | 1841  | Crétacé supérieur                         | Ø - Plesiosauria ou Brachaucheninae |       |
| Rhaeticosaurus     | Valide                   | Wintrich (d) et al.                                     | 2017  | Trias supérieur                           | Ø - Plesiosauria                    | Ø     |
| Rhomaleosaurus     | Valide                   | Seeley                                                  | 1871  | Trias supérieur au Jurassique inférieur   | Rhomaleosauridae                    |       |
| Sachicasaurus      | Valide                   | Páramo-Fonseca (d), Benavides-Cabra (d) & Gutiérrez (d) | 2018  | Crétacé inférieur                         | Brachaucheninae                     |       |
| Scalamagnus        | Valide                   | Clark (d), O'Keefe (d) & Slack (d)                      | 2024  | Crétacé supérieur                         | Polycotylinae                       |       |
| Scanisaurus        | Non representé           | Persson (d)                                             | 1960  | Crétacé supérieur                         | Elasmosauridae                      |       |
| Seeleyosaurus      | Valide                   | White (d)                                               | 1940  | Jurassique inférieur                      | Microcleididae                      |       |
| Serpentisuchops    | Valide                   | Persons IV (d), Street (d) & Kelley (d)                 | 2022  | Crétacé supérieur                         | Polycotylinae                       |       |
| Simolestes         | Valide                   | Andrews                                                 | 1909  | Jurassique moyen au Jurassique supérieur  | Thalassophonea (Pliosauridae)       |       |
| Sinopliosaurus     | Valide                   | Young                                                   | 1944  | Crétacé inférieur                         | Pliosauridae                        | Ø     |
| Spitrasaurus       | Valide                   | Knutsen (d), Druckenmiller (d) & Hurum (d)              | 2012  | Jurassique supérieur                      | Cryptoclididae                      |       |
| Stenorhynchosaurus | Valide                   | Páramo (d) et al.                                       | 2016  | Crétacé inférieur                         | Brachaucheninae                     |       |
| Stereosaurus       | Douteux & Non décrit     | Seeley                                                  | 1869  | Crétacé inférieur                         | Elasmosauridae                      | Ø     |
| Sthenarosaurus     | Valide                   | Watson                                                  | 1909  | Jurassique inférieur                      | Ø - Plesiosauroidea                 |       |
| Stratesaurus       | Valide                   | Benson (d), Evans (d) & Druckenmiller (d)               | 2012  | Jurassique inférieur                      | Ø - Plesiosauria                    |       |
| Strongylokrotaphus | Non representé           | Novozhilov (d)                                          | 1964  | Jurassique supérieur                      | Pliosauridae                        | Ø     |
| Styxosaurus        | Valide                   | Welles                                                  | 1952  | Crétacé supérieur                         | Elasmosaurinae                      |       |
| Sulcusuchus        | Valide                   | Gasparini & Spalletti (d)                               | 1990  | Crétacé supérieur                         | Polycotylidae                       |       |
| Taphrosaurus       | Non représenté           | Cope                                                    | 1870  | Crétacé inférieur                         | Ø - Plesiosauria                    | Ø     |
| Tatenectes         | Valide                   | O'Keefe (d) & Wahl (d)                                  | 2003  | Jurassique supérieur                      | Cryptoclididae                      |       |
| Terminonatator     | Valide                   | Sato (d)                                                | 2003  | Crétacé supérieur                         | Elasmosaurinae                      |       |
| Thalassiodracon    | Valide                   | Storrs (d) & Taylor (d)                                 | 1996  | Trias supérieur au Jurassique inférieur   | Pliosauridae                        |       |
| Thalassiosaurus    | Non représenté           | Welles                                                  | 1943  | Ø                                         | Elasmosaurinae                      | Ø     |
| Thalassomedon      | Valide                   | Welles                                                  | 1943  | Crétacé supérieur                         | Euelasmosaurida (Elasmosauridae)    |       |
| Thalassonomosaurus | Non représenté           | Welles                                                  | 1943  | Crétacé supérieur                         | Elasmosaurinae                      | Ø     |
| Thaumatodracon     | Valide                   | Smith (d) & Araújo (d)                                  | 2017  | Jurassique inférieur                      | Rhomaleosauridae                    | Ø     |
| Thaumatosaurus     | Valide                   | Meyer                                                   | 1841  | Jurassique moyen                          | Plesiosauridae                      | Ø     |
| Thililua           | Valide                   | Bardet (d), Pereda-Suberbiola (d) & Jalil (d)           | 2003  | Crétacé supérieur                         | Polycotylidae                       |       |
| Traskasaura        | Nouveau                  | O'Keefe (d) et al.                                      | 2025  | Crétacé supérieur                         | Elasmosauridae                      |       |
| Tricleidus         | Valide                   | Andrews                                                 | 1909  | Jurassique supérieur                      | Cryptoclididae                      |       |
| Trinacromerum      | Valide                   | Cragin (d)                                              | 1888  | Crétacé supérieur                         | Polycotylidae                       |       |
| Tuarangisaurus     | Valide                   | Wiffen & Moisley (d)                                    | 1986  | Crétacé supérieur                         | Weddellonectia (Elasmosauridae)     |       |
| Umoonasaurus       | Valide                   | Kear (d), Schroeder (d) & Lee (d)                       | 2006  | Crétacé inférieur                         | Leptocleididae                      |       |
| Unktaheela         | Valide                   | Clark (d), O'Keefe (d) & Slack (d)                      | 2024  | Crétacé supérieur                         | Dolichorhynchia (Polycotylinae)     |       |
| Uronautes          | Non représenté           | Cope                                                    | 1870  | Crétacé supérieur                         | Ø - Plesiosauria                    | Ø     |
| Vectocleidus       | Valide                   | Benson (d) et al.                                       | 2013  | Crétacé inférieur                         | Leptocleididae                      |       |
| Vegasaurus         | Valide                   | O'Gorman (d), Salgado, Olivero (d) & Marenssi (d)       | 2015  | Crétacé supérieur                         | Weddellonectia (Elasmosauridae)     |       |
| Vinialesaurus      | Valide                   | Gasparini Bardet (d) & Iturralde-Vinent (d)             | 2002  | Jurassique supérieur                      | Cryptoclididae                      |       |
| Wapuskanectes      | Valide                   | Druckenmiller (d) & Russell (d)                         | 2006  | Crétacé inférieur                         | Elasmosauridae                      |       |
| Westphaliasaurus   | Valide                   | Schwermann (d) & Sander (d)                             | 2011  | Jurassique inférieur                      | Ø - Plesiosauroidea                 |       |
| Woolungasaurus     | Douteux                  | Persson (d)                                             | 1960  | Crétacé supérieur                         | Elasmosauridae                      |       |
| Wunyelfia          | Valide                   | Otero (d) & Soto-Acuña (d)                              | 2021  | Crétacé supérieur                         | Aristonectinae                      |       |
| Yuzhoupliosaurus   | Valide                   | Zhang (d)                                               | 1985  | Jurassique moyen                          | Rhomaleosauridae                    | Ø     |
| Zahrisaurus        | Valide                   | Malkani (d)                                             | 2019  | Jurassique supérieur                      | Ø - Plesiosauria                    | Ø     |
| Zarafasaura        | Valide                   | Vincent (d) et al.                                      | 2011  | Crétacé supérieur                         | Elasmosauridae                      |       |

## Synonymes
| Genre           | Auteur(s)         | Année | Taxon synonyme                            | Primo | Déclarant         |
| --------------- | ----------------- | ----- | ----------------------------------------- | ----- | ----------------- |
| Apractocleidus  | Smellie (d)       | 1915  | Cryptoclidus                              |       |                   |
| Brimosaurus     | Leidy             | 1854  | Elasmosauridae                            | 1906  | Williston         |
| Callowayosaurus |                   |       | ? Callawayasaurus ?                       | 1988  | Caroll            |
| Cimoliosaurus   | Seeley            | 1892  | Cimoliasaurus                             | 1943  | Welles            |
| Cryptocleidus   | Delair (d)        | 1960  | Cryptoclidus                              | 1895  | Andrews           |
| Hydralmosaurus  | Welles            | 1943  | Styxosaurus                               | 2016  | Otero (d)         |
| Hunosaurus      | Fritsch           | 1905  | Cimoliasaurus                             | 1914  | Bayer (d)         |
| Ischyrodon      | Merian            | 1838  | Pliosaurus                                | 1889  | Lydekker          |
| Iserosaurus     | Fritsch           | 1905  | Cimoliasaurus                             | 1914  | Bayer (d)         |
| Lutkesaurus     | Kiprijanoff (d)   | 1883  | Luetkesaurus, nomen nudum de Plesiosauria | 1962  | Welles            |
| Occitanosaurus  | Bardet (d) et al. | 1999  | Microcleidus                              | 2012  | Benson (d) et al. |
| Pleiosaurus     | Owen              | 1841  | Pliosaurus                                | 1842  | Owen              |
| Spondylosaurus  | Fischer           | 1845  | Pliosaurus                                | 1889  | Lydekker          |
| Stretosaurus    | Tarlo             | 1959  | Pliosaurus                                | 2013  | Benson (d) et al. |
| Thaumantosaurus | Meyer             | 1845  | Thaumatosaurus                            | 1889  | Lydekker          |
| Tremamesacleis  | White (d)         | 1940  | Muraenosaurus                             | 1981  | Brown (d)         |